# Stanmer
Stanmer è un piccolo paese nella periferia est di Brighton, nell'East Sussex, in Inghilterra.

## Storia
Stanmer era un villaggio circondato da un laghetto di pietre sarsen, che rappresenta il nome del luogo, in inglese antico significa "stagno di pietra".
Le prime documentazioni risalgono al 765 d.C. quando venne concessa dal Ealdwulf di Sussex a Hunlaf in modo che egli avrebbe fondato un collegio di canonici secolari a South Malling vicino a Lewes.
Fu per lungo tempo un villaggio chiuso, governato dai signori di Stanmer, con una popolazione a poco più di 100. Dal XVIII secolo venne governata dalla famiglia Pelham, che rivette il titolo di conte di Chichester nel 1801 oltre al titolo di barone di Stanmer. Vissero a Stanmer House.
Il villaggio è stato incorporato con Brighton nel 1928.